# Video nativo
Se llama vídeo nativo al vídeo  que está cargado o creado en una red social y visualizado en el feed de la misma, por oposición a los enlaces a vídeos que están alojados en otras plataformas. Los formatos de vídeo nativo son específicos para cada plataforma social y están diseñados para maximizar la popularidad del vídeo (i.e. el número de vistas), su descubrimiento y su distribución. Las plataformas más ampliamente utilizadas para colgar vídeos nativos incluyen Facebook, Twitter y YouTube.